# 銀証分離
銀証分離（ぎんしょうぶんり）は、リスクの高い投資活動（いわゆる証券業、投資銀行業）がもたらす損失により、日常の銀行業務の「公益性」が危険にさらされないよう保護することを目的する。銀証分離は、一つの企業が両方の業務を担うことを禁止することと、企業内の両部門を法的に分離するという二層構造に分解することができる。銀行は、消費者のコストを増加させると主張し、この分離に抵抗してきた。
銀行は歴史的に、預金者が預けた現金を投資活動に使用してきた。 1929年のウォール街大暴落後、米国は、1933年のグラス・スティーガル法により銀行と証券会社間の提携を制限し、不良投資で発生した損失の支払いに預金が使用されるリスクを軽減しようとした。この法律は1990年代に無実化され、1999年にグラム・リーチ・ブライリー法により廃止されたことで完全に骨抜きされた。これが引き金となり、国際的な合併が相次ぎ、グローバルな金融システムの運営上不可欠な企業が生まれ、「大きすぎて潰せない」状態となった。 2007年-2008年に起こった金融危機時の投資損失により、これら金融システム上重要な銀行が破綻する恐れが生じ、金融システムを維持するため各国政府は巨額の費用をかけて、これらの金融機関を救済せざるを得なかった。
それ以来、各国政府は銀行部門と証券（投資銀行）部門を分離することで、将来の救済措置の可能性を減らそうとしてきた。 米国の対応は2010年のドッド=フランク法に結実した一方、銀行の自己勘定取引を制限するボルカールールの完全施行は2017年まで延期された。英国においては、独立銀行委員会が2011年に公表したヴィッカース・レポートで商業銀行と投資銀行部門を2019年までに分離することが推奨された。ユーロ圏では、2012年のリーカネン・レポートで、同様に両部門の分離が推奨された。

## 構造
グラス・スティーガル法では、商業銀行と投資銀行業務は完全に異なる組織で運営されるべきとされた。ヨーロッパにおける近年の立法では、投資損失から個人預金を保護するため、同一銀行の異なる部門間に法的な障壁を設定することに重点が置かれた。 リーカネンは、最大規模の投資部門がトレーディングを行う場合、自己資本を積むよう要求した。

## デメリット
銀行は、分離の確立に数十億ドルのコストを要し、利益を減少させるという理由で、商業銀行と投資銀行部門を分割しようとする試みに抵抗してきた。

## 各国の取り組み

### ユーロ圏
通称リーカネン・レポートといわれる「銀行構造改革に関する欧州委員会のハイレベル専門家グループによるレポート」は、フィンランド銀行の総裁兼ECB評議員であるエルッキ・リーカネンが率いる専門家グループによって2012年10月に発行された。

### 日本
1920年代半ばに銀行の破綻が相次いだことにより、1927年に旧銀行法が制定され、銀行の通常業務は、預金、融資、手形割引、為替取引と定義され、その他の業務に従事することを禁止された。しかし、その下でも銀行が他の会社の株式を保有することは可能であり（後に1947年成立の私的独占の禁止及び公正取引の確保に関する法律（独占禁止法）によって制限）、融資のための有価証券として株式を使用することは制限されなかった。 1948年制定の証券取引法第65条（現行法では金融商品取引法第33条）は、米国のグラス・スティーガル法がモデルとなっているが、銀行は投資目的で証券を保有できたため、ほとんど預金者の保護になっていなかった。 1981年に全面改正された銀行法では、銀行は国債をディーリングすることができた。

### イギリス
ジョン・ビッカースが議長を務める独立銀行委員会は、2010年6月に設立され、2011年9月に最終報告書を取りまとめた。主要な推奨事項として、英国の銀行は、リスクの高い銀行業務に対する安全措置として、投資銀行部門から商業銀行部門を分離・隔離する必要があるということを挙げたが、銀行の自己資本規制と競争に関しても多くの推奨事項に言及した。政府は同日、勧告の実施に向けた法案を議会に提出すると発表した。

### アメリカ
グラス・スティーガル法は、1933年の銀行法の4つの条項のことを指し、商業銀行および証券会社内の証券業務と提携を制限するものだった。 1960年代初頭から、連邦銀行規制当局はグラス・スティーガル法の規定の解釈を変更し、商業銀行、特に商業銀行の関連会社が証券業務の種別と量を拡大することを許可した。上記４条項（のち、通常は銀行と証券会社間の提携を制限する二条項のみ）に触れ、グラス・スティーガル法を廃止しようとする議会の試みは、1999年のグラム・リーチ・ブライリー法（GLBA）で最高潮に達し、銀行と証券会社の間の提携を制限する2条項の廃止に至った。
その時点で、多くのコメンテーターがグラス・スティーガル法はすでに「死んでいる」と主張した。特に注目すべきは、1998年にCitibankが米国最大の証券会社の1つであったSalomon Smith Barneyと提携したことが、当時の連邦準備制度理事会のグラス・スティーガル法の解釈の下で許可されたことである。ビル・クリントン大統領は「グラス・スティーガル法はもはや適切ではない」と公言した。
コメンテーターの多くは、GLBAにおいて、グラス・スティーガル法の提携制限が廃止されたことが、 2007年-2008年金融危機の重要な原因であると述べている。ベン・バーナンキなど、連邦準備制度のエコノミストは、金融危機に関連する活動がグラス・スティーガル法によって禁止されていなかった（あるいは、たいていの場合、規制されてすらいなかった）と主張している。